# Aérodrome de Puimoisson
L'aérodrome de Puimoisson (code OACI : LFTP) est un aérodrome du département des Alpes-de-Haute-Provence. Situé au pied des préalpes, il est doté de deux pistes. L'activité principale est le Vol à voile. Se trouve sur l'aérodrome un camping public classé 1 étoile et un bar/restaurant avec une licence 4.
La SARL CVVP (centre de vol à voile de Puimoisson).

## Situation
L'aérodrome est situé à 3,5 km à l'est de Puimoisson. Il a été créé en 1984 par Bruno Pieraerts. L'aérodrome de Puimoisson offre au pied des Alpes-de-Haute-Provence un bel accès au vol en montagne pour le vol à voile.
Le terrain se situe sur le plateau de Valensole au pied de la Serre de Montdenier, à la jonction du plateau de Valensole et des Préalpes. Sa situation en fait une excellente plate-forme de départ pour voler en montagne, comme en plaine. L'aérodrome de Puimoisson et situé dans le parc régional du Verdon et dans une zone classée Natura 2000.

## Agrément
L'aérodrome de Puimoisson fait partie de la liste no 3 des aérodromes agréés à usage restreint.

## Infrastructures
L'aérodrome est doté de deux pistes orientées 07/25 de 750 m de long sur 100 m de large 16/34 (QFU 159/339) de 550 m de long sur 80 m. En 2010, 2 bandes de décollages revêtues ont été réalisées sur l'axe 08/26. L'aérodrome de Puimoisson est situé dans le parc naturel régional du Verdon dans une zone classée Natura 2000.
L'aérodrome n'a pas de balisage lumineux.
Ravitaillement en AVGAS 100LL possible en saison pour les aéronefs basés. Il n'y a ni douane, ni police.
Pas de service de contrôle, le trafic s'effectue sur la fréquence d'auto-information : 123.5 Mhz.

## Rattachements
Puimoisson est un aérodrome qui dépend du district aéronautique Provence et ne dispose pas de services de la DGAC. Pour l'information aéronautique, la préparation des vols et le dépôt des plans de vol il est rattaché au BRIA (Bureau régional d'information aéronautique) de l'aéroport de Marseille Provence.
Pour le suivi des vols VFR avec plan de vol et pour le service d'alerte l'aérodrome dépend du bureau des télécommunications et d'information en vol (BTIV) du Centre en route de la navigation aérienne Sud-Est d'Aix-en-Provence.

## Activités
L'activité principale est le vol à voile